# Marita Loersch
Marita Loersch, née le 25 août 1853 à Lyon et morte le 20 juin 1915 à Aix-la-Chapelle est une militante associative franco-allemande. Elle fonde et se consacre à plusieurs associations féminines catholiques, notamment à but caritatif. Elle est engagée dès sa création dans l'Association des femmes catholiques allemandes. Marita Loersch est considérée comme une des figures féminines marquantes qui ont façonné les institutions sociales de la ville d'Aix-la-Chapelle au tournant du siècle.

## Biographie

### Jeunesse et formation
Marie-Louise Beaucamp est née le 25 août 1853 à Lyon. Elle est la deuxième des quatre enfants du médecin militaire français Eugène Louis Beaucamp (1815-1858) et de son épouse allemande Elisa Kuetgens (1828-1868). Après sa naissance, la famille s'installe à Laon où le père dirige le service de chirurgie de l'hôpital. Lorsqu'il meurt subitement en 1858, Elisa Beaucamp retourne avec ses quatre enfants à Aix-la-Chapelle où se trouve sa famille. Là, Marita Beaucamp fréquente l'école secondaire pour filles St. Leonhard. Après le décès de la mère en 1868, la grand-mère maternelle s'occupe des enfants. Marita Beaucamp est envoyée au pensionnat pour filles du Sacré-Cœur à Paris et, après le déclenchement de la guerre franco-allemande en 1870, au pensionnat du Sacré-Cœur à Münster. Son frère Constant, âgé de 18 ans s'engage dans l'armée française et trouve la mort dès la première année de guerre. Marita Beaucamp abandonne alors ses études et retourne à Aix-la-Chapelle pour s'occuper de ses deux jeunes frères. Elle rencontre le fabricant de draps Heinrich Hubert Arthur Loersch (1843-1896), frère de l'historien du droit Hugo Loersch. Ils se marient le 5 septembre 1874.

### Engagement associatif
Marita Loersch se consacre à des causes caritatives et s'engage dans de nombreuses associations, essentiellement pour le bien-être des femmes, pour leur formation professionnelle et leur progrès social. Elle est membre du Mariannenverein Aachen, qui s'occupe de l'Institut Marianne (de) d'Aix-la-Chapelle et des soins aux jeunes accouchées dans le besoin et en devient la présidente en 1902. ainsi que du Elisabethverein, qui travaille bénévolement pour les femmes nécessiteuses, et à partir de 1907 dans l'Association Hildegardis (de), qui soutient les études des jeunes filles catholiques. 
Elle travaille également dans ce qu'on appelle la Mägdehaus, qui vise à offrir une formation, un placement professionnel et un accueil temporaire aux jeunes filles à la recherche d'un emploi. Après la mort de son mari, Marita Loersch visite de jeunes prisonnières et leur apporte un soutien. Pendant de nombreuses années, elle est trésorière de l'Association des femmes de la Patrie (de) à Aix-la-Chapelle, qui met en place une aide à la réadaptation des invalides de guerre et crée des jardins d'enfants de guerre. Elle participe à la fondation de la première garderie d'Aix-la-Chapelle et des écoles du dimanche pour les travailleuses, dont elle assure également la direction,. 
En novembre 1900, à la demande de Marie Le Hanne (de), elle devient membre du Conseil d'administration de l'Association de Cologne pour les filles, les femmes et les enfants (Kölner Fürsorgevereins für Mädchen, Frauen und Kinder).
Elle fait partie, de 1903 à 1910, du conseil d'administration de l'Association des femmes catholiques allemandes fondée à Cologne en 1903 par Emilie Hopmann, Minna Bachem-Sieger et Hedwig Dransfeld. Elle crée la branche d'Aix-la-Chapelle de cette association en 1904.
En décembre 1903, Marita Loersch fonde la branche d'Aix-la-Chapelle de l'Association du Bon Pasteur (Verein vom Guten Hirten) dont elle reste présidente jusqu'à sa mort en 1915. En 1968 l'association devient le Service social des femmes catholiques (de)(SkF). Elle est également à l'origine de la création de la branche de Düren.
À partir de 1909, elle siège au comité de l'administration communale de lutte contre la pauvreté, ce qui fait d'elle la première femme à travailler dans l'administration d'Aix-la-Chapelle.
Toujours en 1909, elle fonde dans sa propre maison, la Liebfrauenhort, une institution pour femmes et filles en danger et pour enfants issus de milieux familiaux vulnérables.
Marita Loersch décède le 20 juin 1915 à Aix-la-Chapelle. Elle est enterrée dans la tombe de la famille Kuetgens au cimetière de l'est de la ville.
Un bon nombre des associations qu'elle a fondées existent encore au XXIe siècle.
En mémoire de Marita Loersch, une rue d'Aix-la-Chapelle et la maison de jeunes de l'association catholique d'aide sociale portent son nom. 